# La Couvertoirade
La Couvertoirade (okzitanisch La Cobertoirada) ist eine französische Gemeinde mit 200 Einwohnern (Stand 1. Januar 2022) im Département Aveyron in der Region Okzitanien. La Couvertoirade ist als eines der Plus beaux villages de France (schönsten Dörfer Frankreichs) klassifiziert.

## Lage und Klima
Die Gemeinde La Couvertoirade gehört zum Regionalen Naturpark Grands Causses und liegt am Rand der Cevennen, den südwestlichen Ausläufern des Zentralmassivs, im südlichen Bereich der Hochebene der Causse du Larzac in einer Höhe von ca. 775 m. Der Ort liegt zwischen Millau im Nordwesten (ca. 41 km Fahrtstrecke) und Montpellier (gut 75 km) im Südosten. Das Klima ist gemäßigt bis warm; Regen (ca. 790 mm/Jahr) fällt übers Jahr verteilt.

## Bevölkerungsentwicklung
| Jahr      | 1800 | 1851 | 1901 | 1954 | 1999 | 2018 |
| Einwohner | 815  | 1020 | 519  | 160  | 153  | 189  |

Der Bevölkerungsrückgang seit der Mitte des 19. Jahrhunderts ist im Wesentlichen auf die Reblauskrise im Weinbau sowie auf die Mechanisierung der Landwirtschaft zurückzuführen.

## Wirtschaft
Die Bevölkerung des Ortes lebte jahrhundertelang als Selbstversorger von den eher kargen Erträgen ihrer Felder und Gärten; auch ein wenig Wein wurde angebaut. Schafe und Ziegen wurden zur Produktion von Milch und Käse sowie von Wolle und Fleisch gezüchtet. Seit den 1960er Jahren ist der Tourismus in Form der Vermietung von Ferienwohnungen (gîtes) als Einnahmequelle hinzugekommen.

## Geschichte
Beim Ort liegen der Dolmen de Cazejourdes, der Dolmen de la Ferrière, der Dolmen des Fourques, der Dolmen de Montaymat, der Dolmen de la Portalerie, der Dolmen du Puech de la Matte Dolmen de Serre Plumat der Dolmens de Viste und vier Menhire.

Dolmen von La Couvertoirade
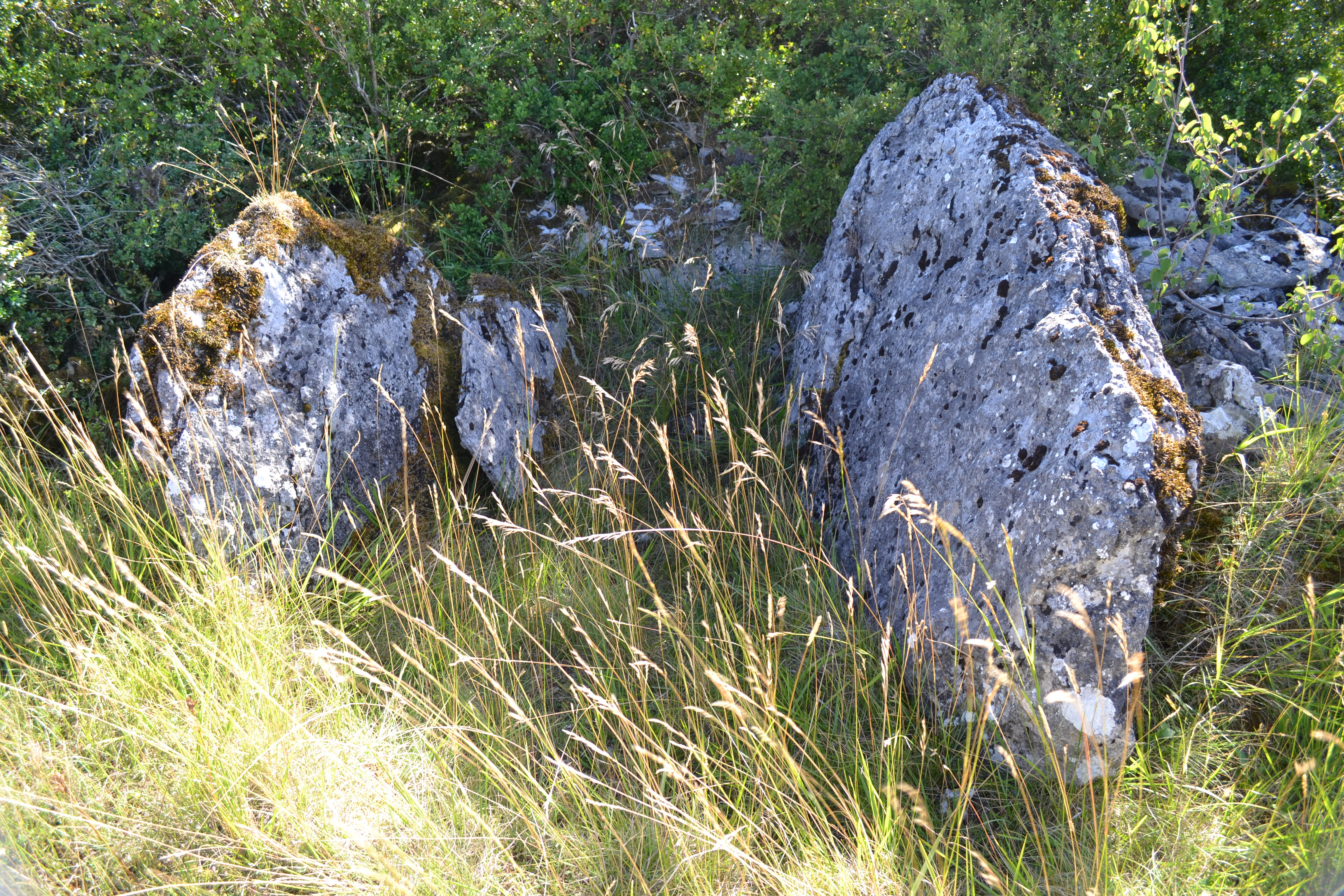
Dolmen de la Ferrière
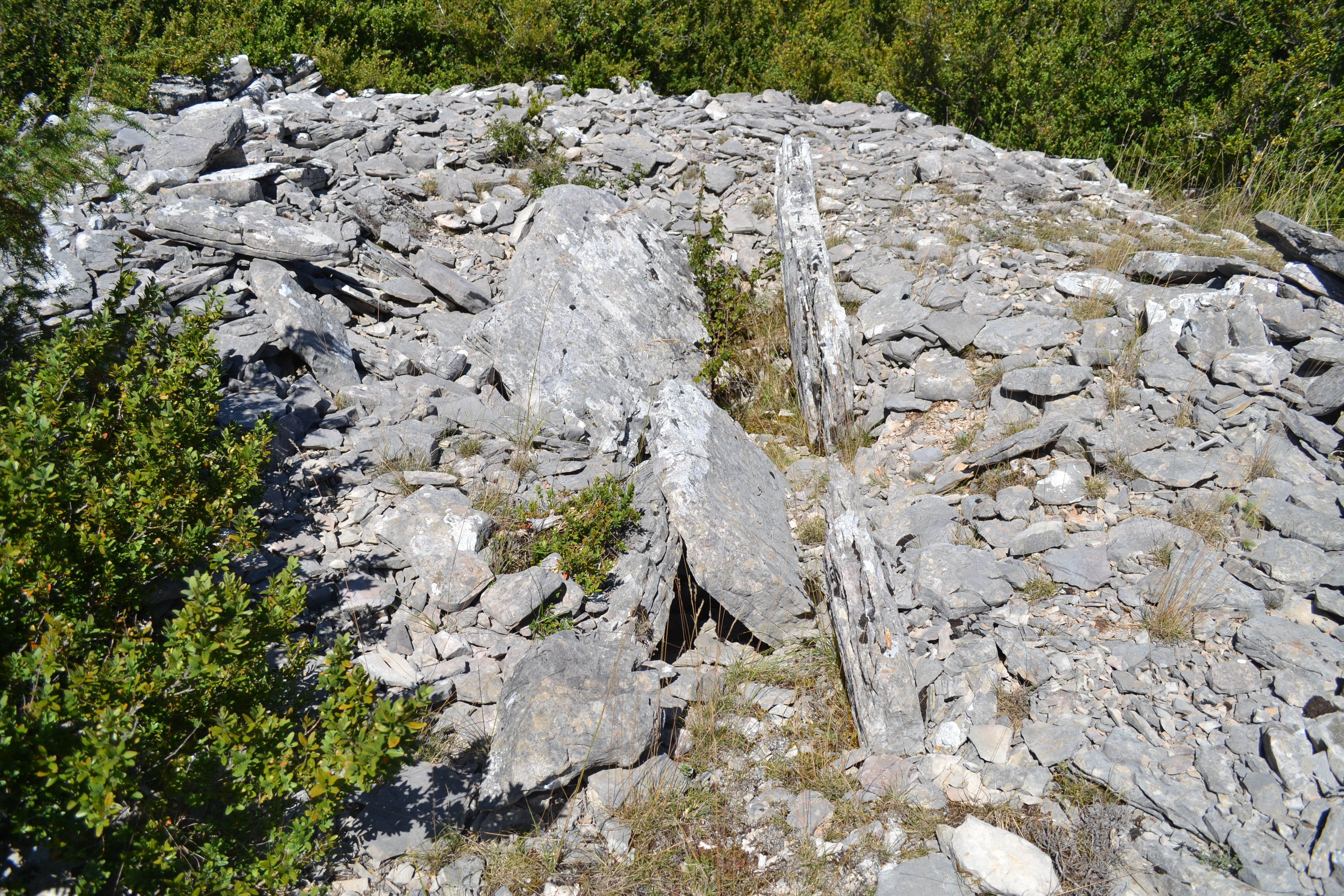
Dolmen des Fourques
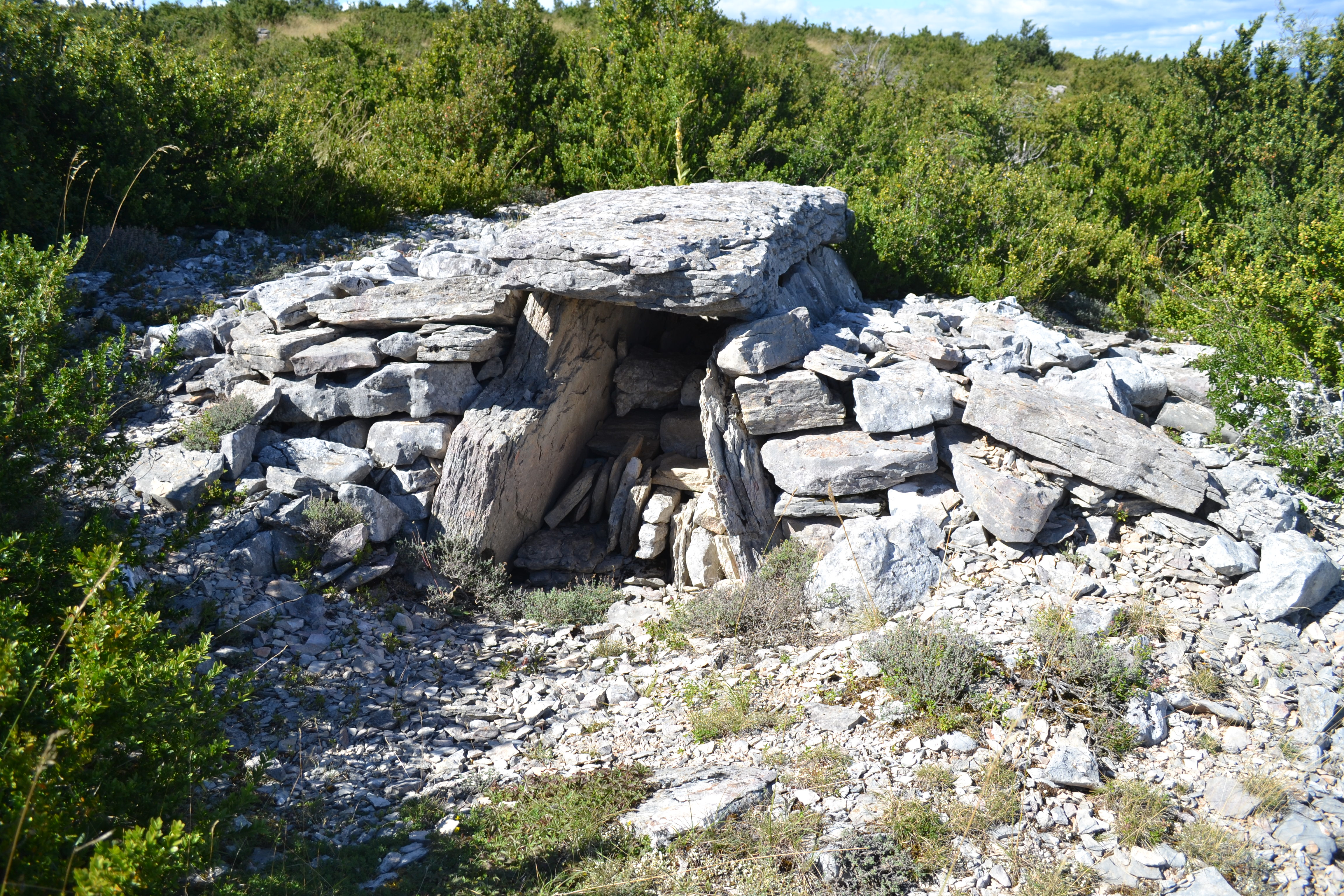
Dolmen de Montaymat
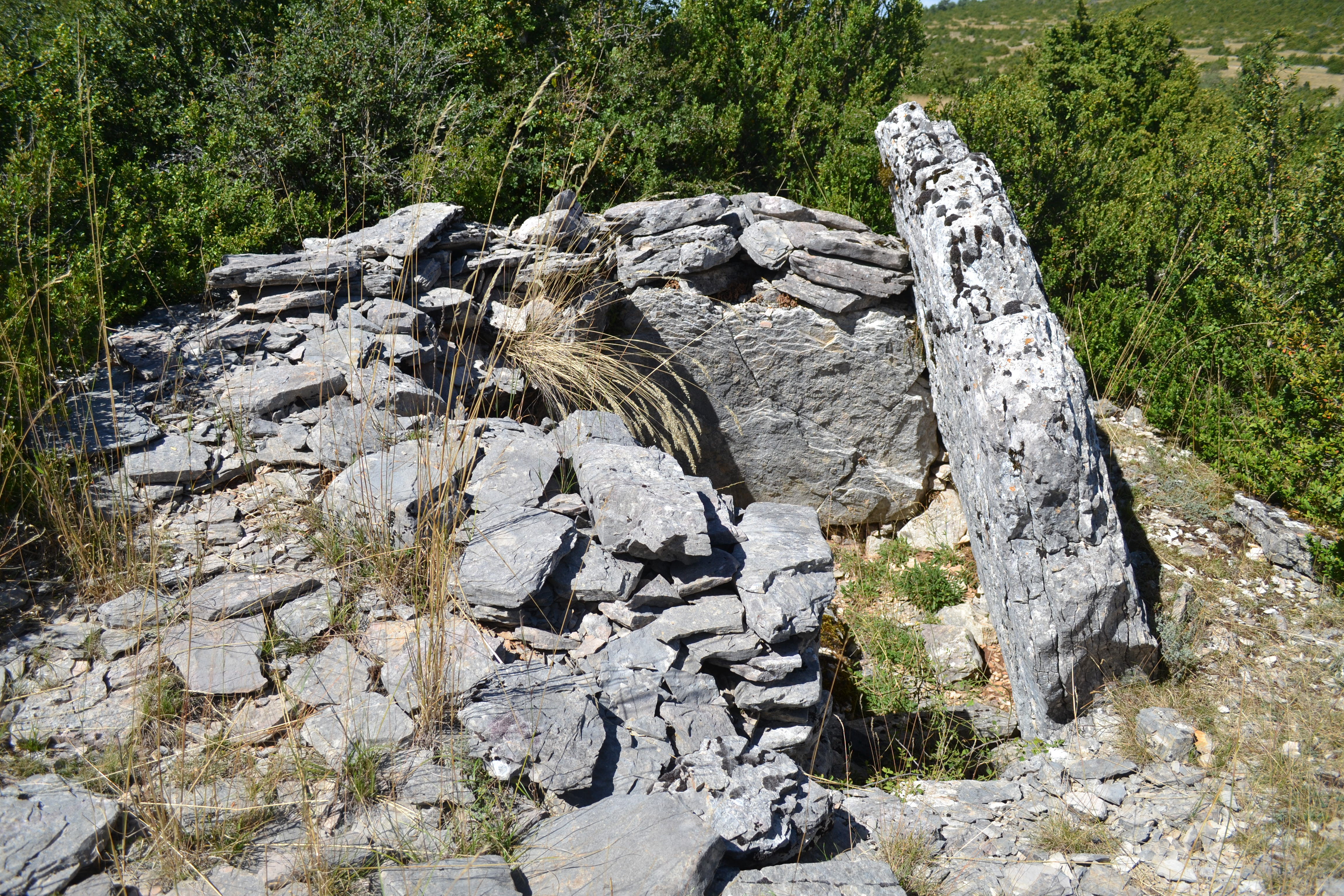
Dolmen de Serre Plumat
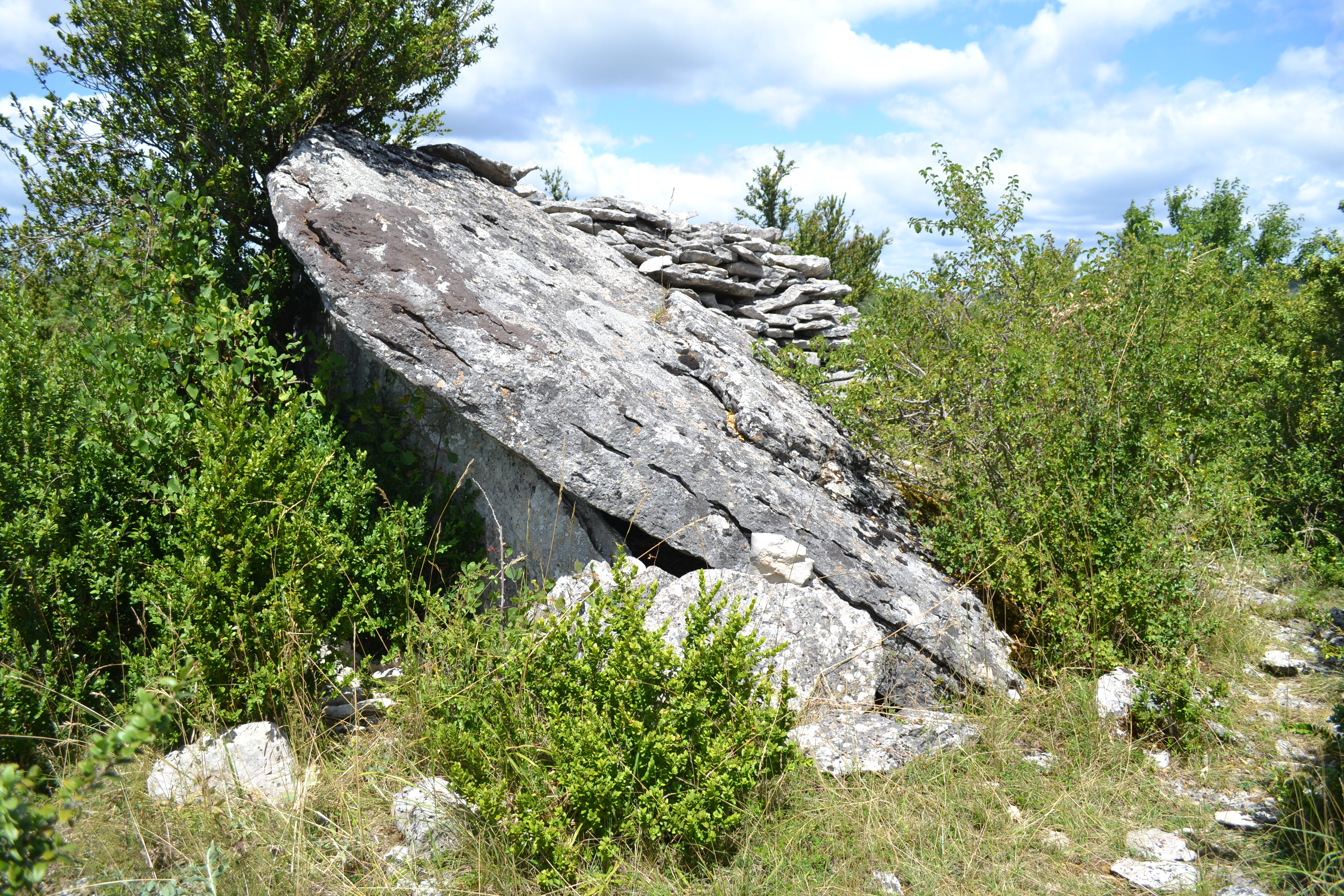
Dolmen de Viste

Der Name des Ortes ist seit dem 11. Jahrhundert als Cubertoirata im Zuge einer Grenzziehung von Ländereien der ehemaligen Abtei von Gellone in Saint-Guilhem-le-Désert (Hérault) bekannt. Seit dem 12. Jahrhundert ließen sich die Templer im Ort und der Umgebung nieder und machten aus La Couvertoirade eine befestigte Kommendatarabtei ihres Ordens. Um die Burg herum entwickelte sich unter dem Templerorden ein Zentrum der Landwirtschaft und der Viehzucht (Pferde und Schafe).
Als der Templerorden im Jahr 1312 aufgelöst wurde und der Johanniterorden den Ort übernahm, zählte man im Jahr 1328 insgesamt 135 Haushalte (Feuerstellen) mit ca. 600 Einwohnern. Mitte des 14. Jahrhunderts verstärkte man nochmals die Verteidigungsanlagen des Ortes, da bewaffnete Räuberbanden das Gebiet des Larzac plünderten.
An die Geschichte der Templer und Johanniter auf der Causse du Larzac erinnert heute unter anderem der Fernwanderweg GR 71 C, der zwischen La Cavalerie, Nant, La Couvertoirade, Cornus und Sainte-Eulalie-de-Cernon die fünf Hochburgen jener Jahre miteinander verbindet.
Im Jahr 1562, zu Beginn der Religionskriege, versuchten die Hugenotten La Couvertoirade vergeblich zu besetzen. 1702 bewaffnete sich die Bevölkerung abermals und verstärkte die Einfallstore, um sich erfolgreich gegen den Überfall der Kamisarden zu wehren. 1768 wurde La Couvertoirade zur unabhängigen Kommandantur durch den Chevalier Riqueti, Baron (französisch Compte) von Mirabeau, erhoben.

## Sehenswürdigkeiten
- Stadtbefestigung aus dem 15. und teilweise aus dem 12. Jahrhundert wie beispielsweise Stadtmauer, Wehrtürme und Bergfried
- Schloss Château de Belvezet aus dem  18. Jahrhundert
- Kirche Saint-Christol aus dem 14. Jahrhundert
- Ruinen einer präromanischen Kirche Saint-Christol aus dem  11. Jahrhundert
- mittelalterliche gut erhaltene Gassen des Dorfes

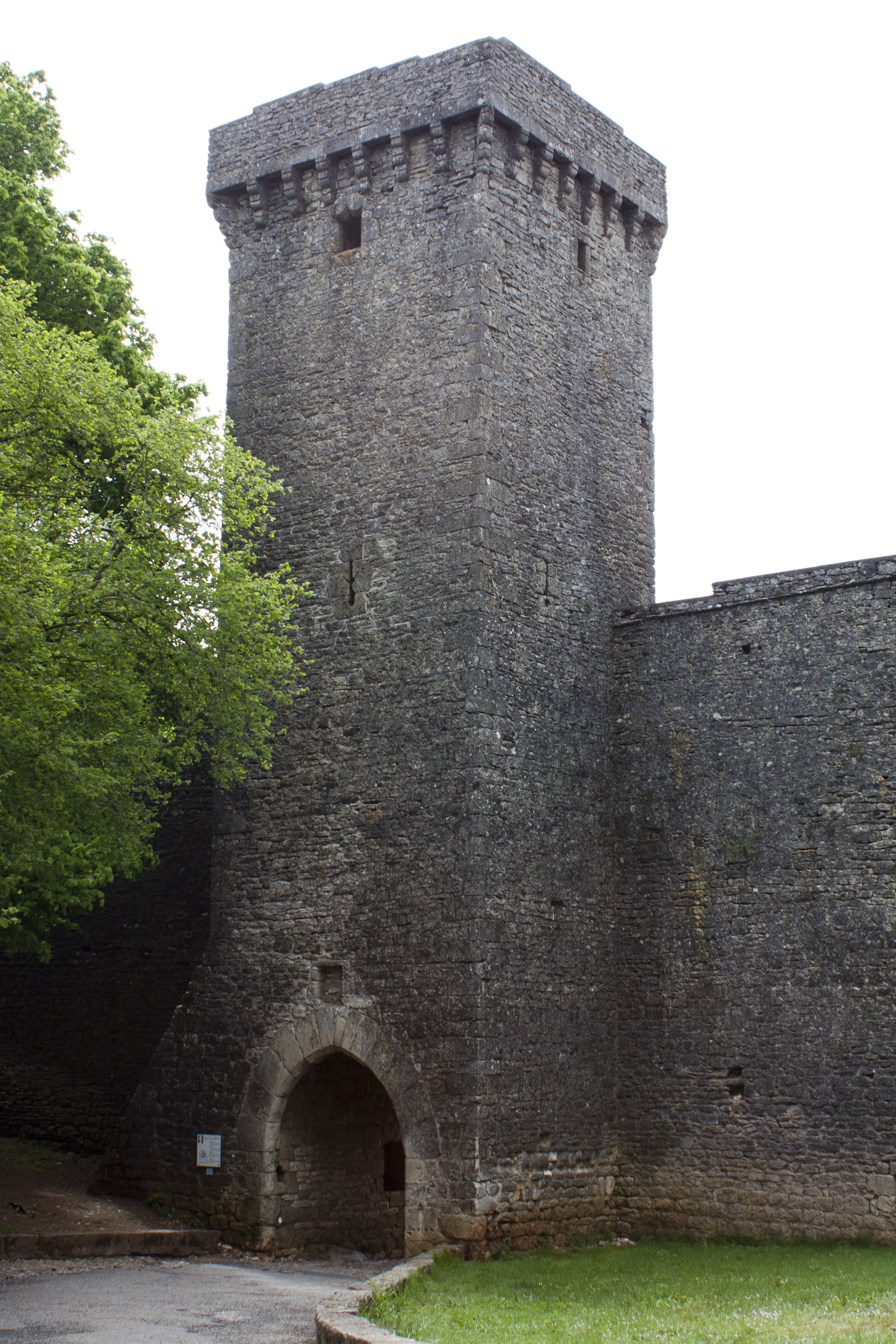
Vollständig erhaltenes Nordtor / Portal d’Amoun (ausserortes)
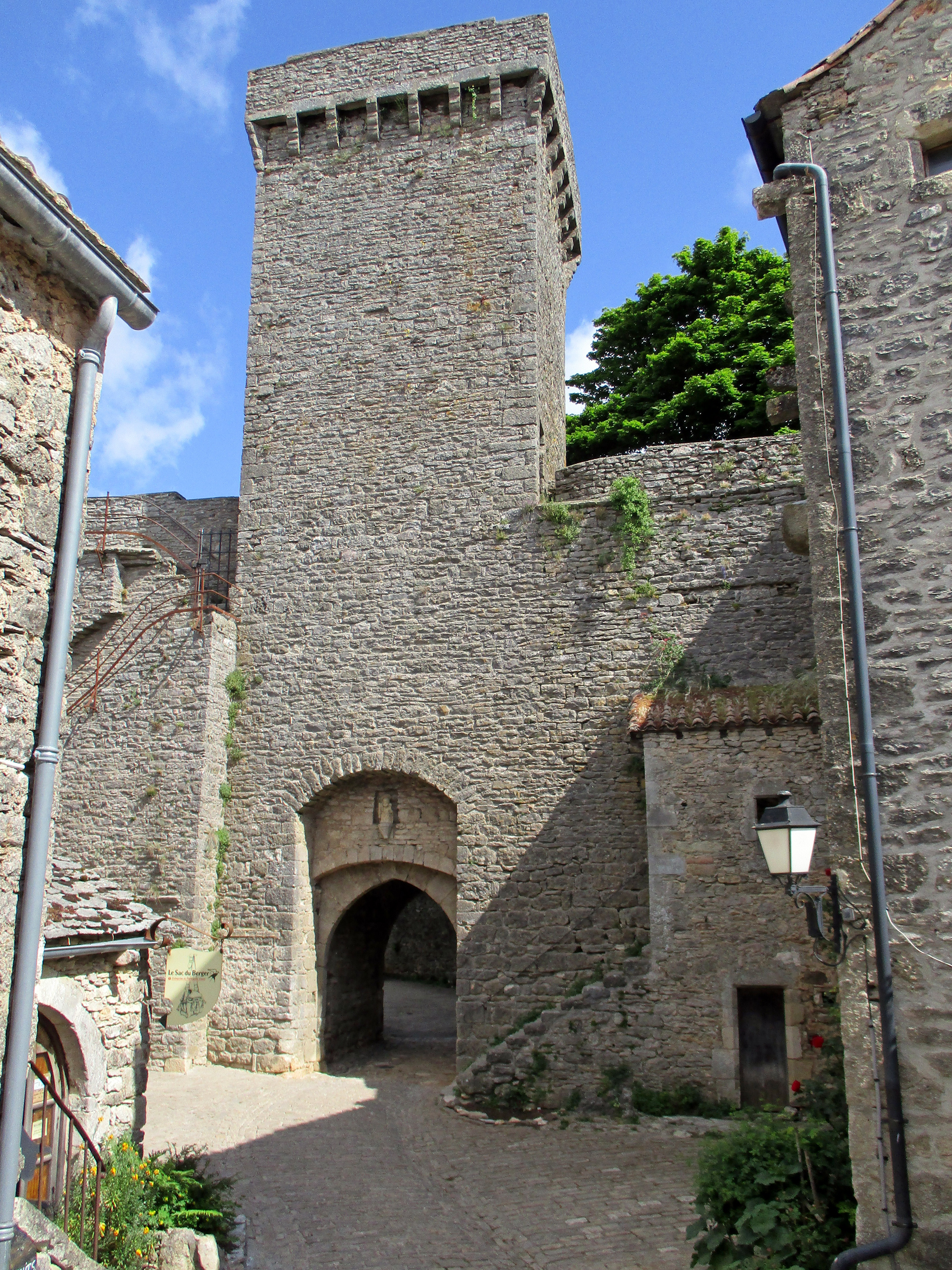
Nordtor (innerortes)
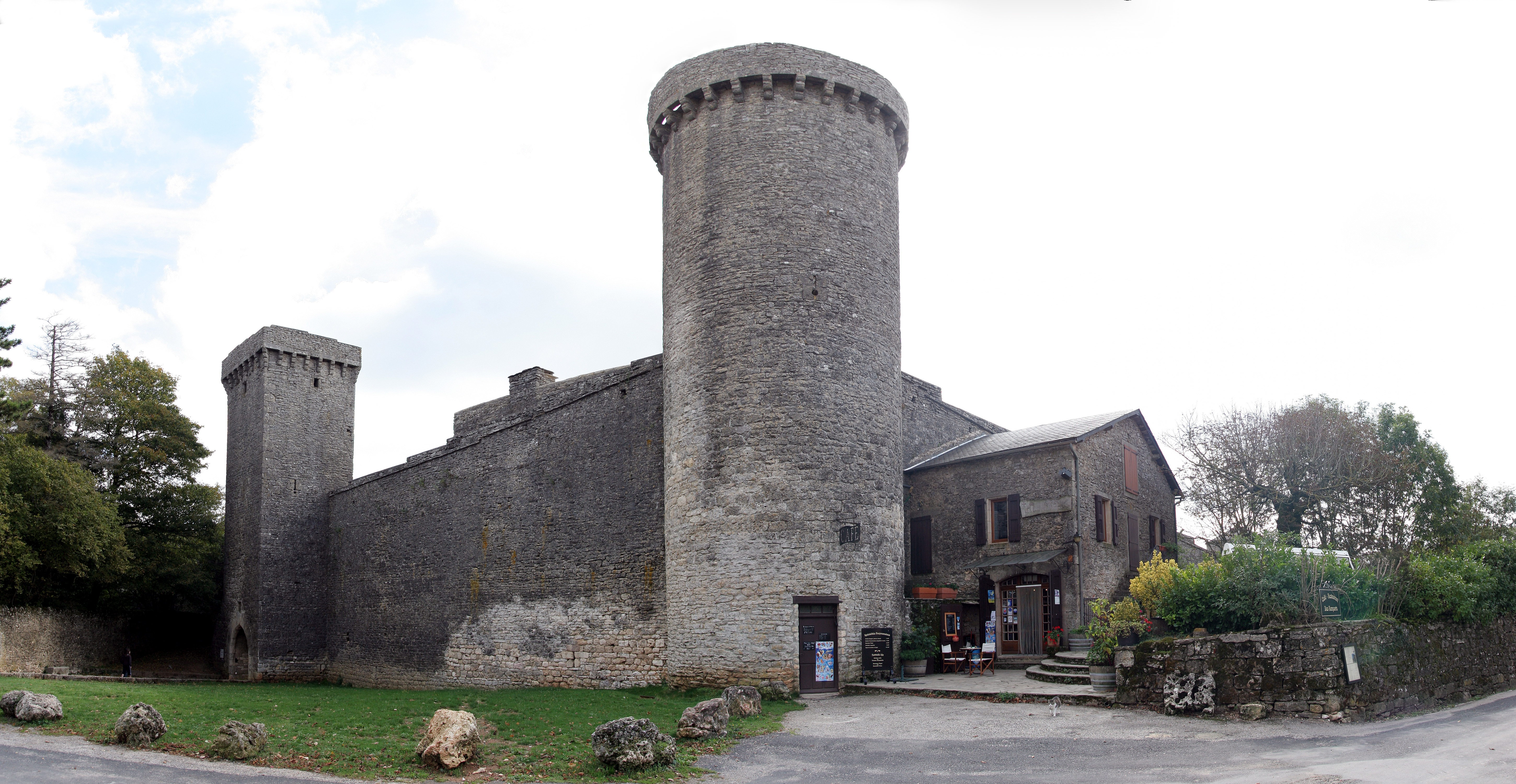
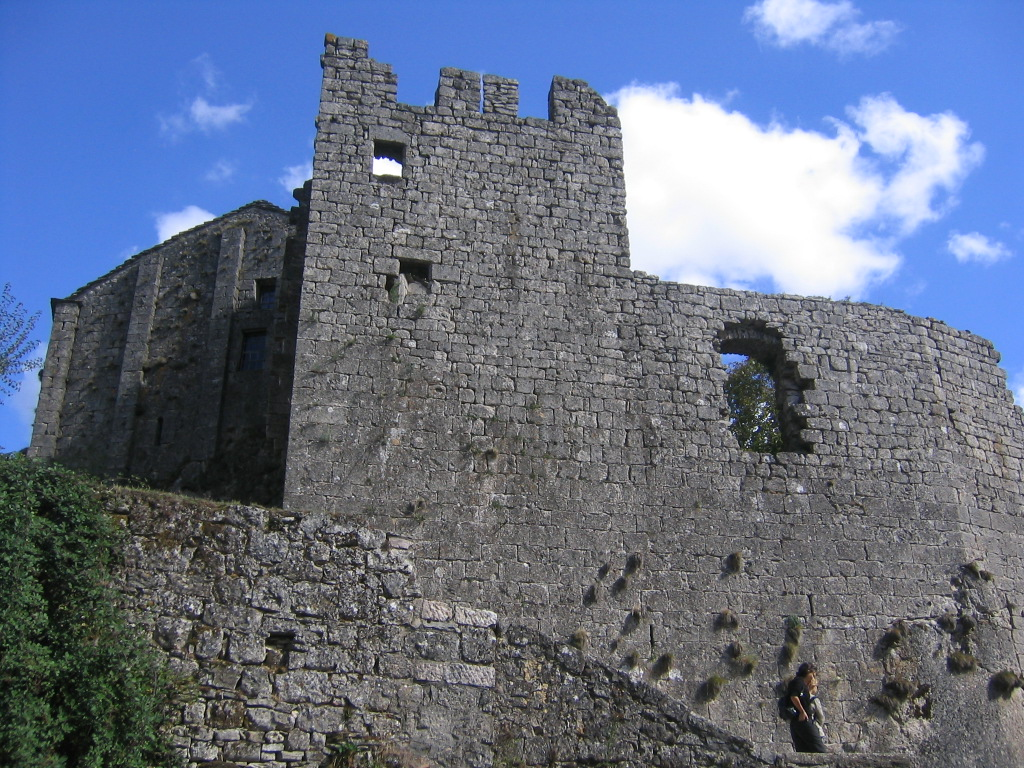
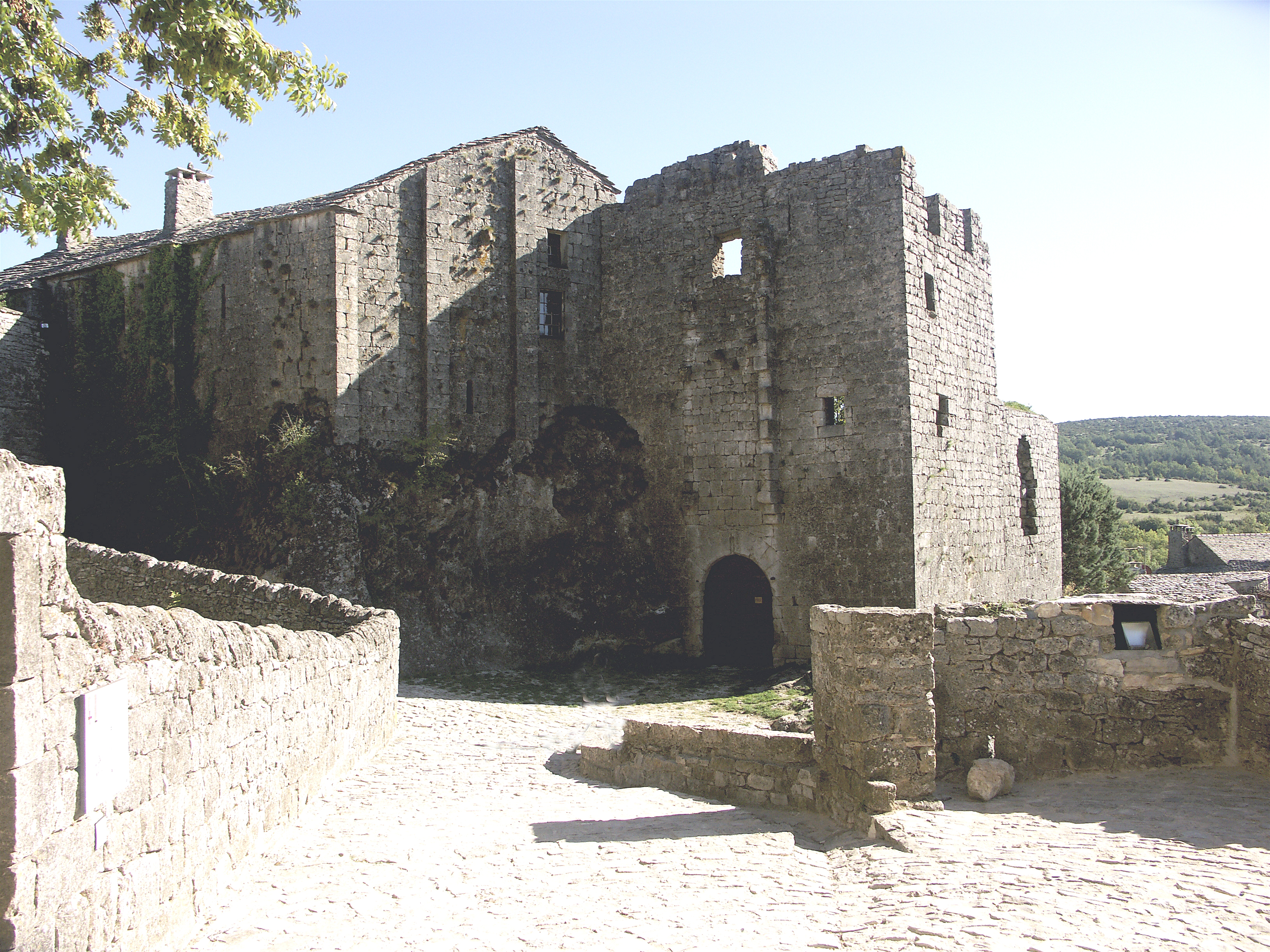
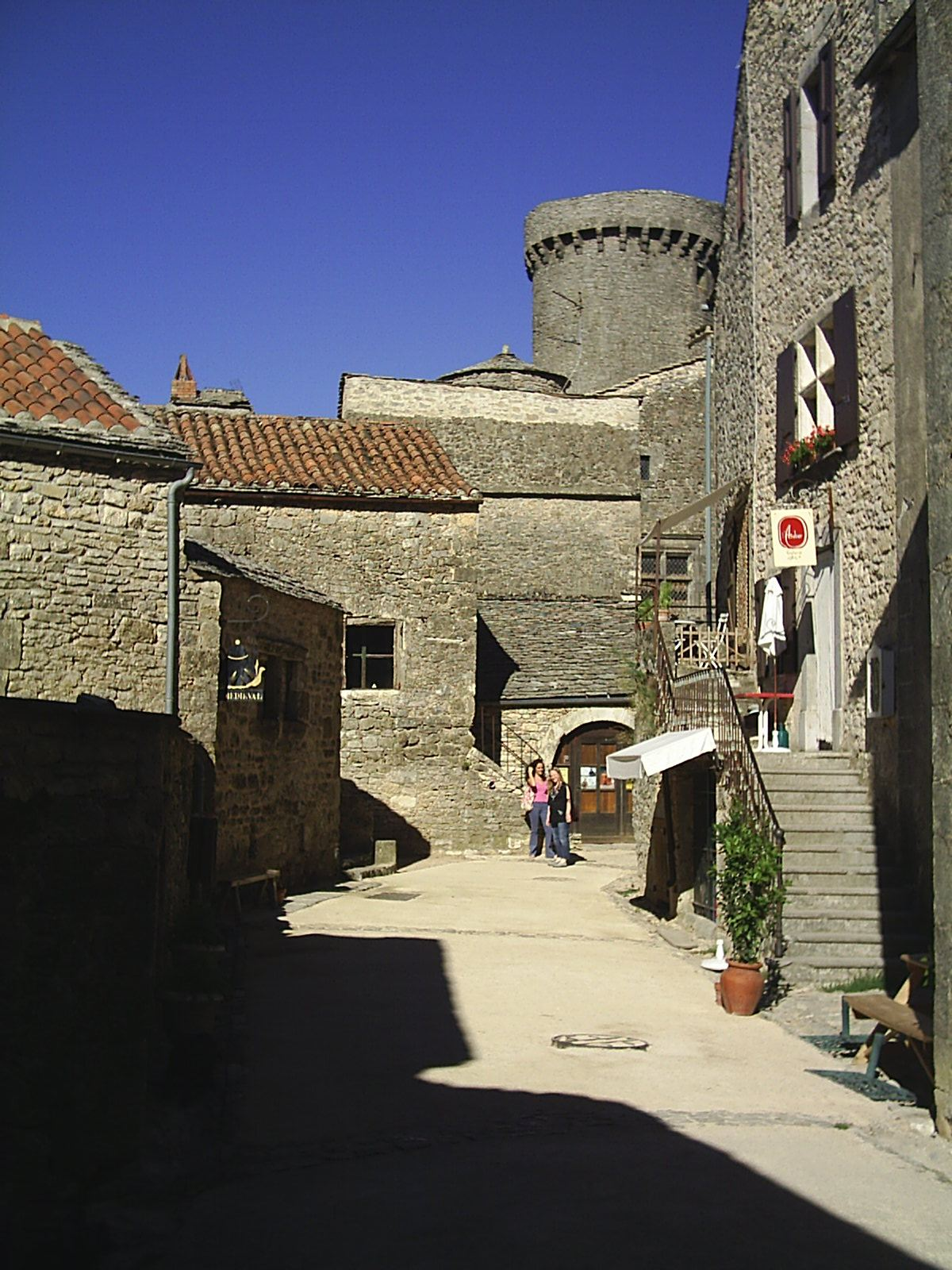
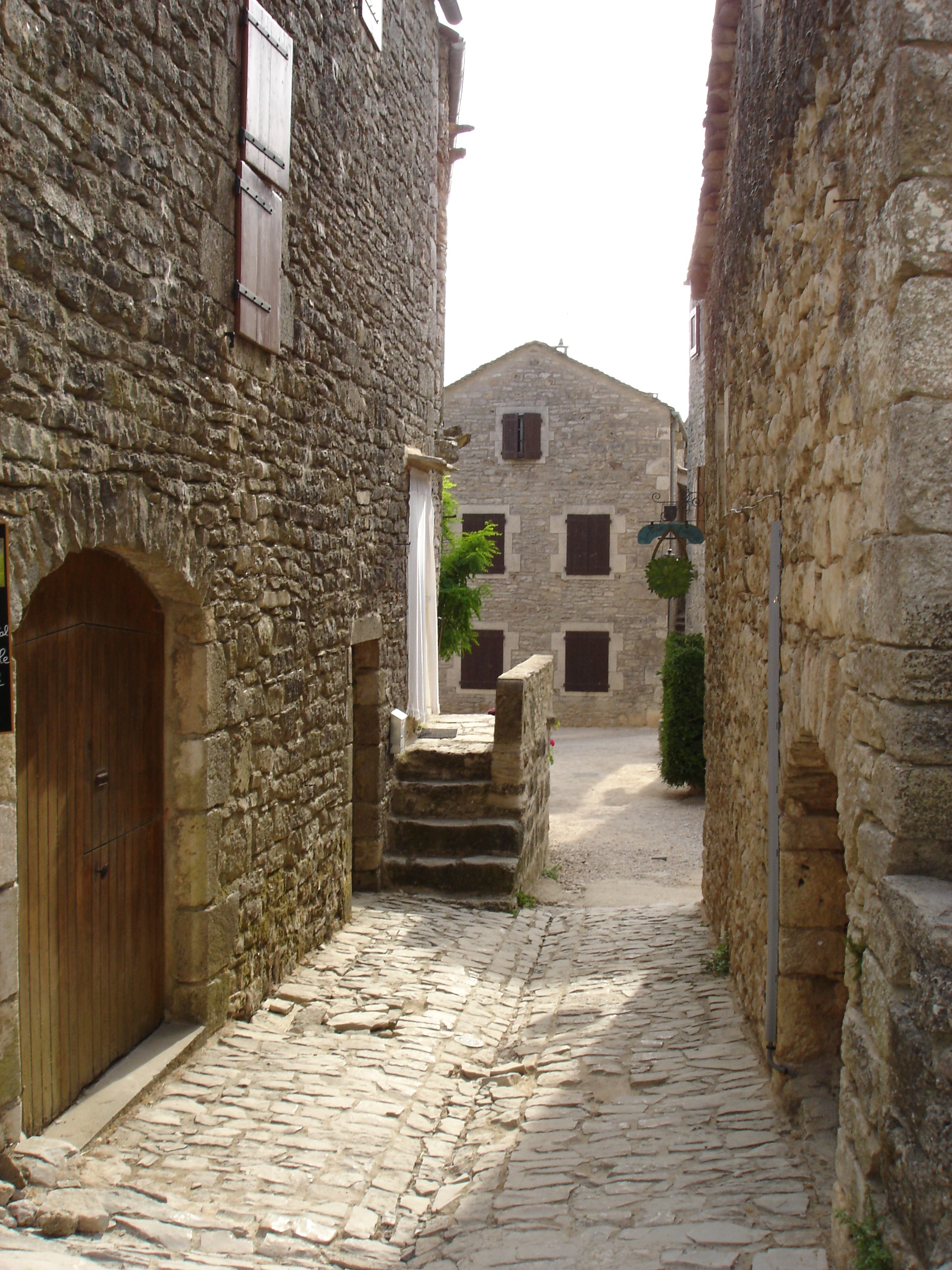
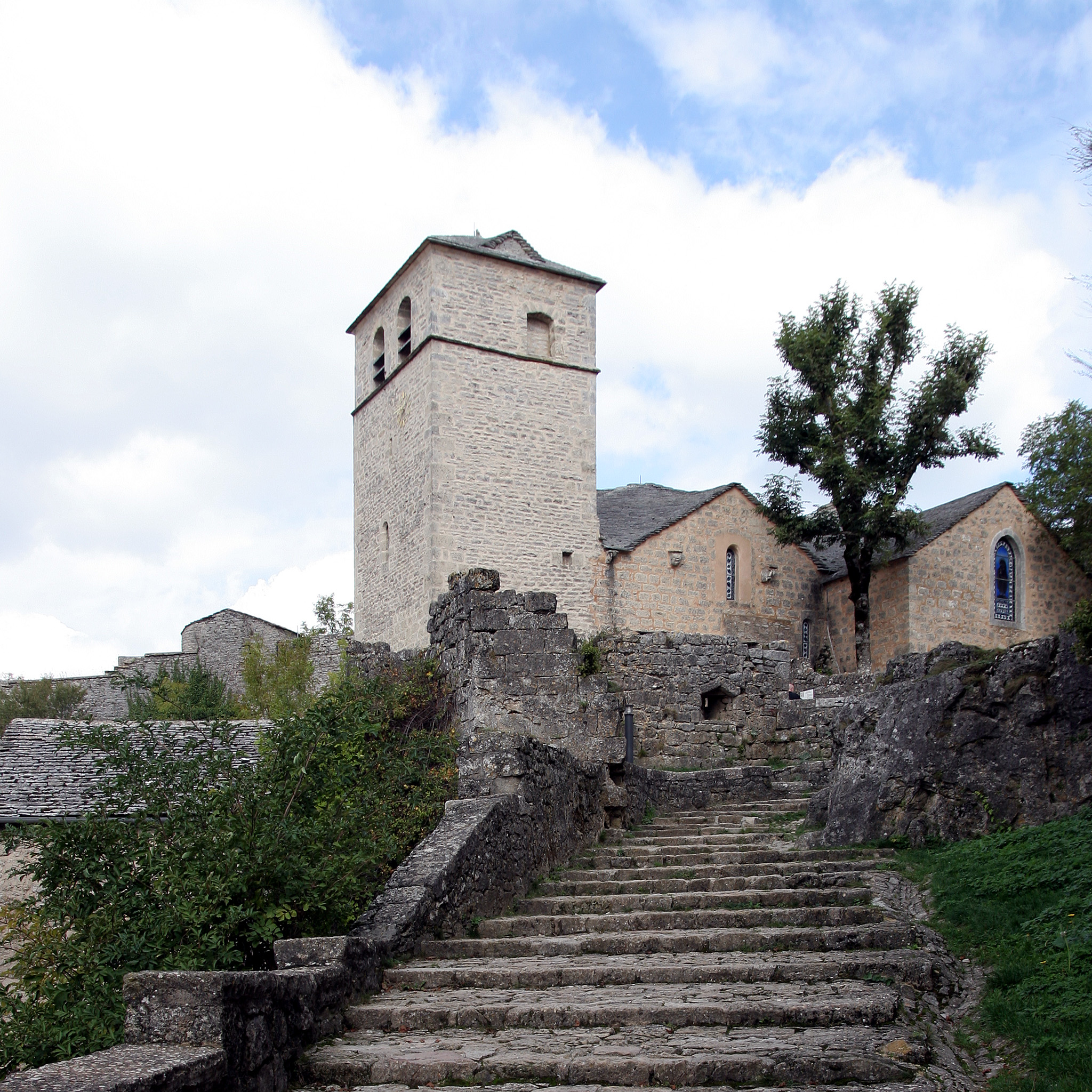
Kirche Saint-Christol
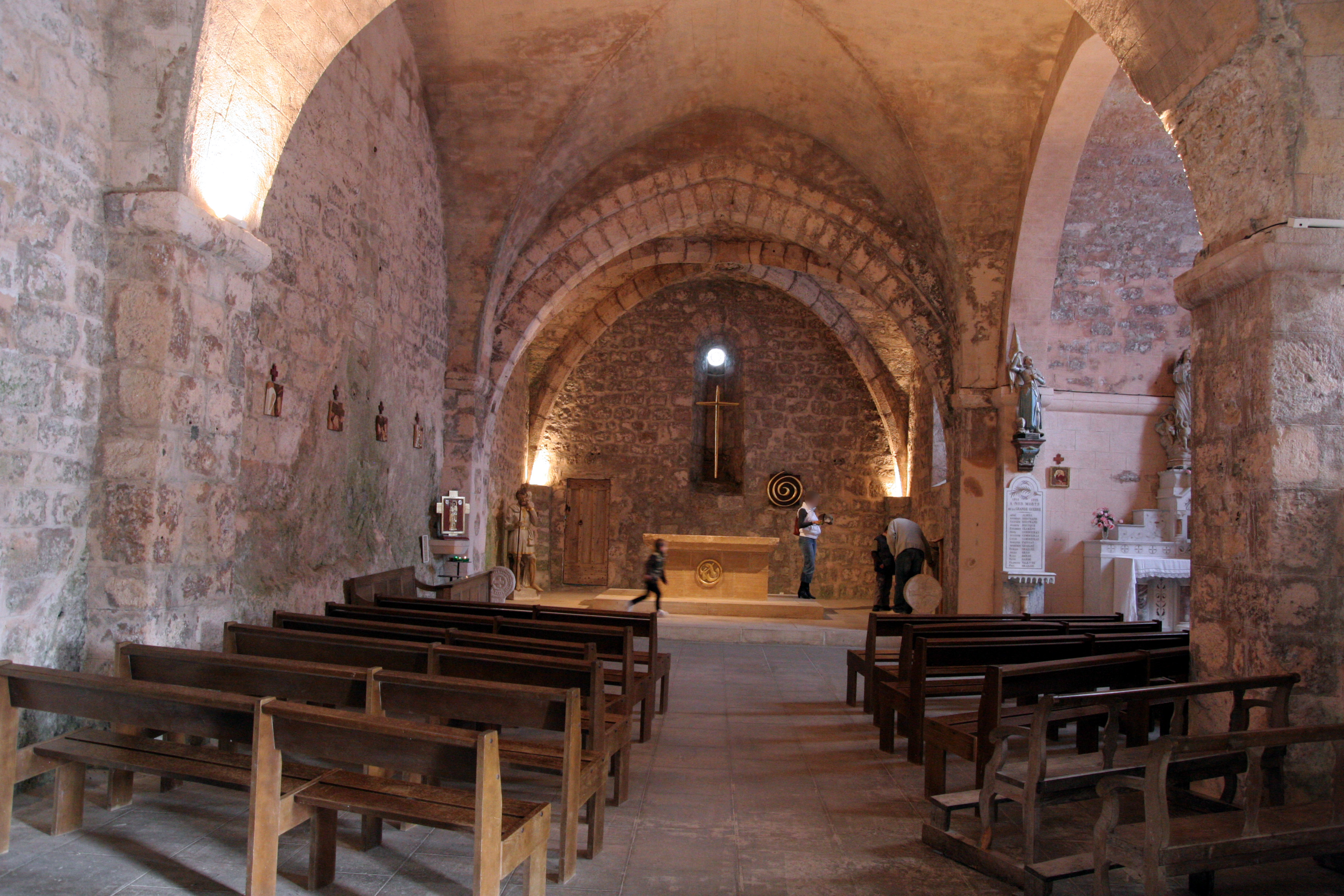
Innenansicht der Kirche
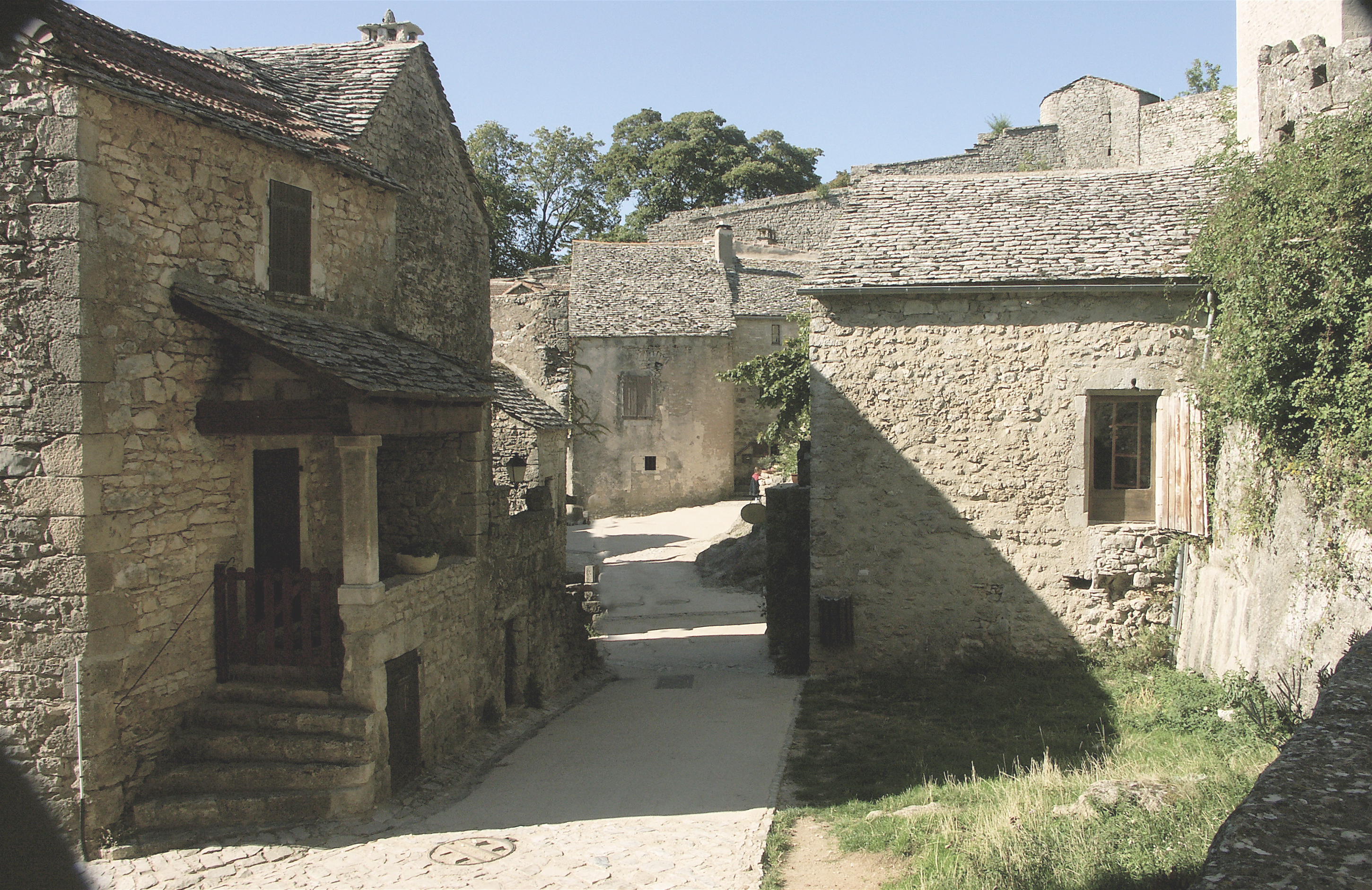
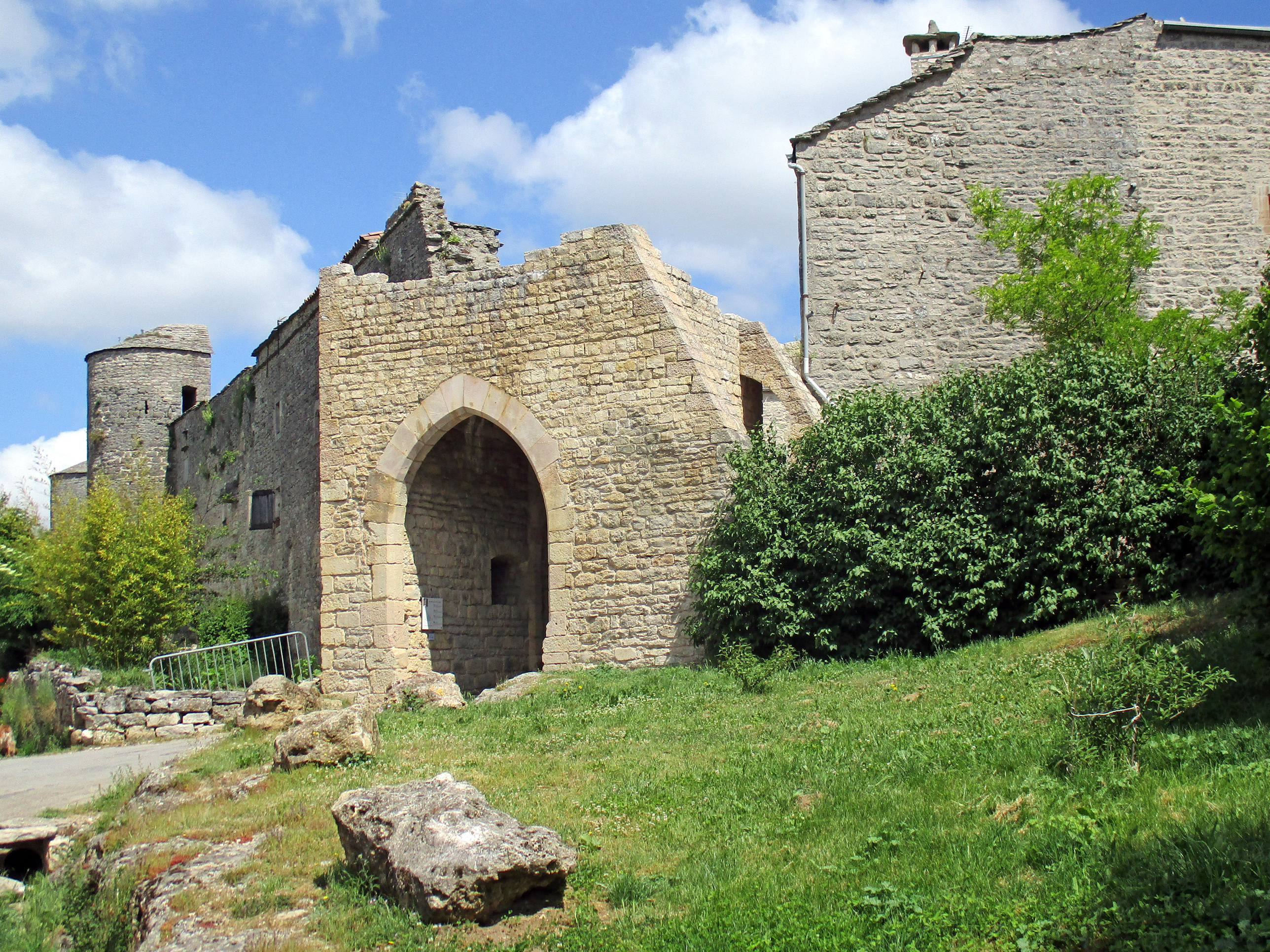
Teilrestauriertes Südtor / Portal d’Abal (außerorts)
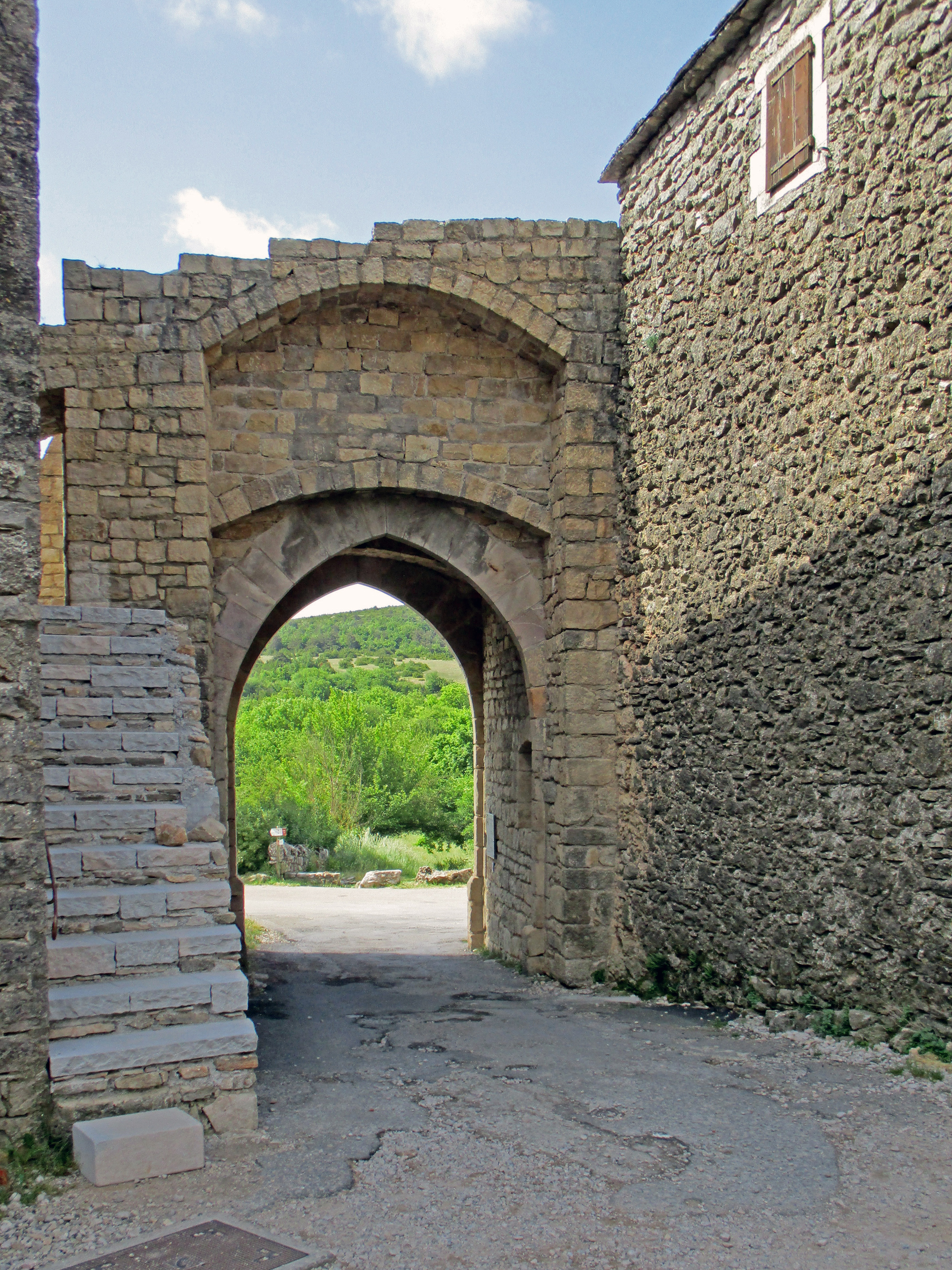
Teilrestauriertes Südtor (innerorts)